# 木星高能粒子探測儀

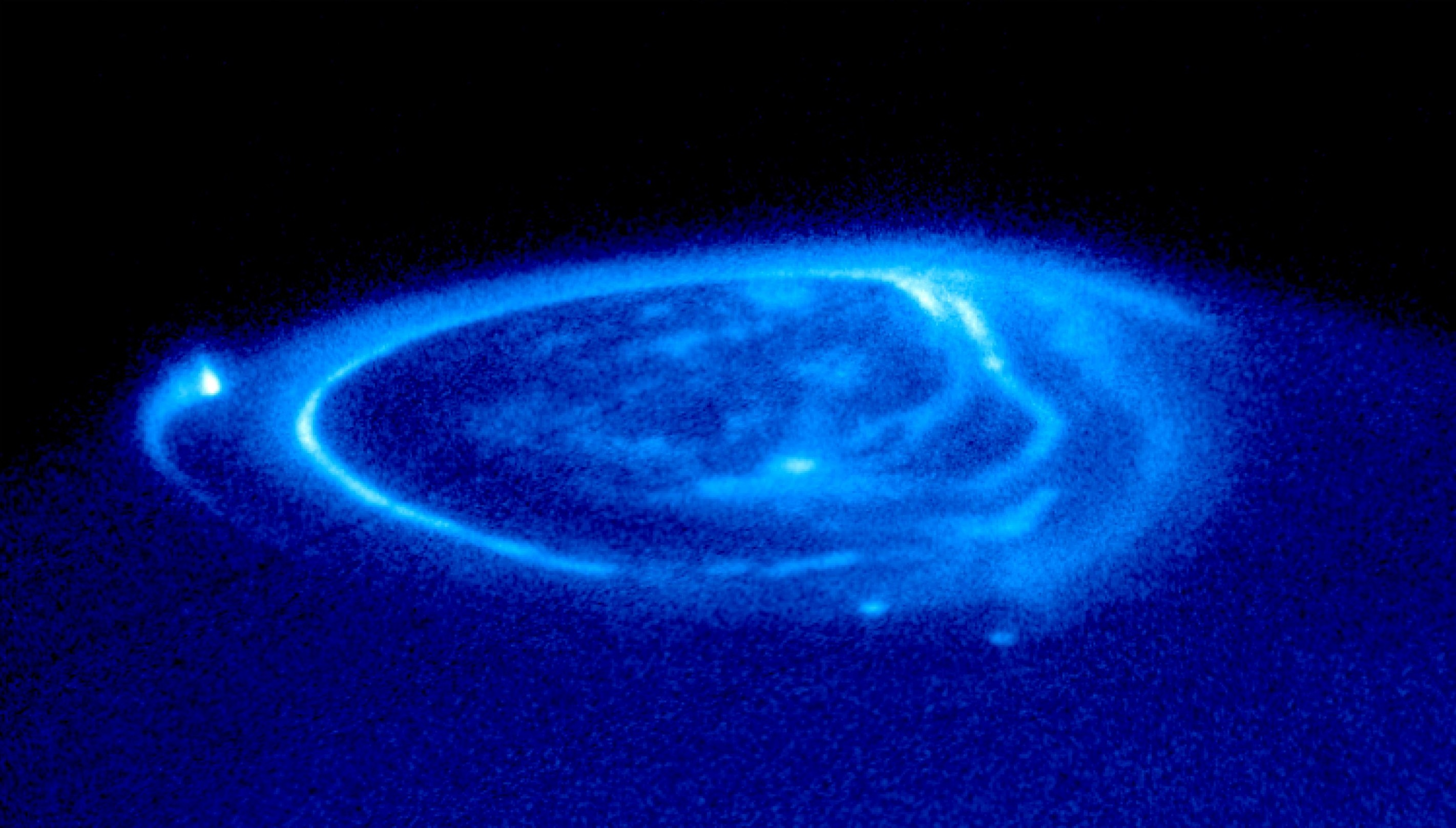
哈伯太空望遠鏡紫外線下的木星極光影像。明亮的磁通管條紋和斑點連接到木星最大的衛星（埃歐：在明亮的磁通管最左邊，佳利美德在中間，歐羅巴是右邊的點）。

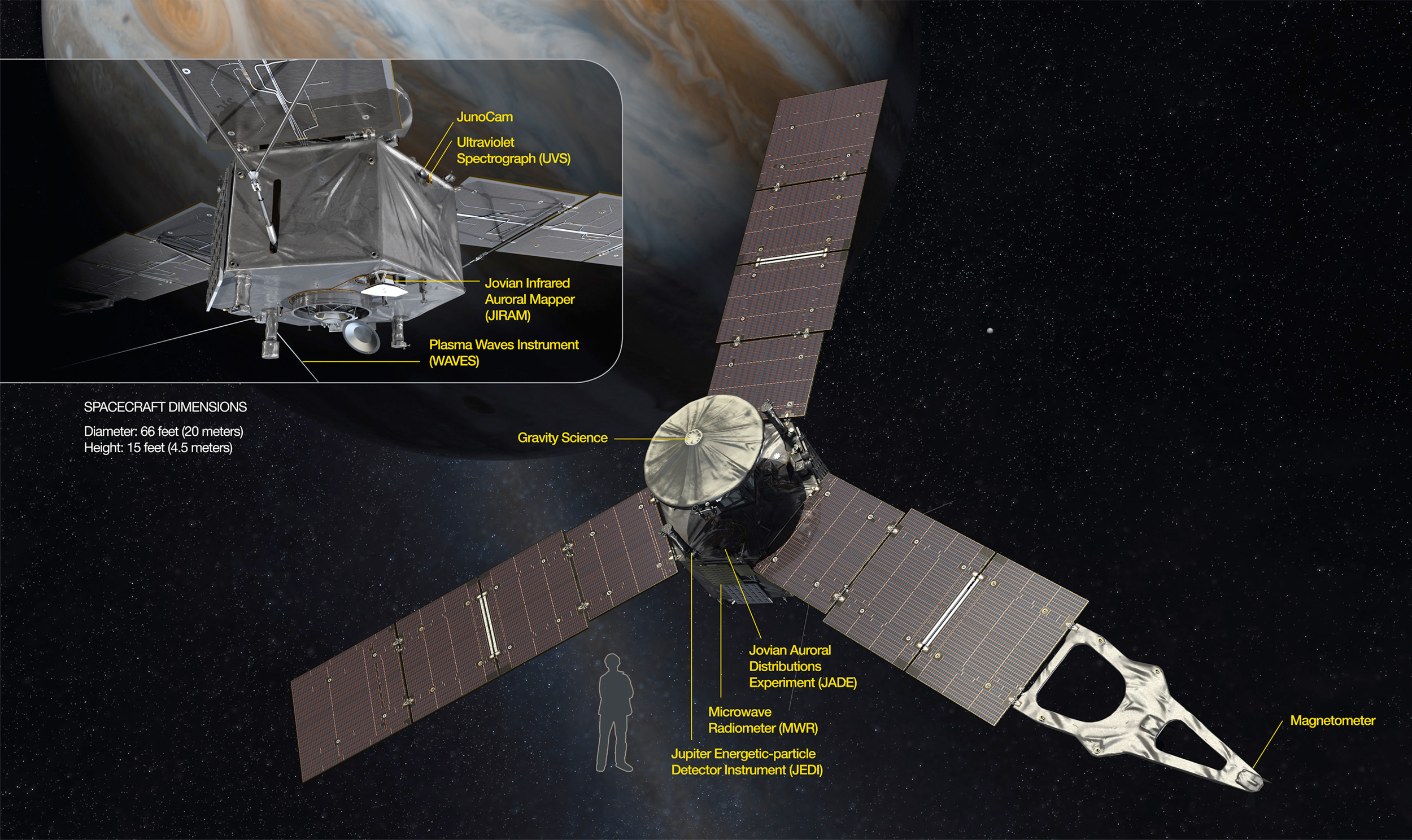
藝術家繪製的圖，顯示各項儀器的位置。

木星高能粒子探測儀（Jovian Energetic Particle Detector Instrument，JEDI）是進入木星繞極軌道的朱諾號攜帶的儀器之一，它是用於研究木星的磁層套裝儀器的一部分。
JEDI的設計是用來蒐集"能量、光譜、質典型式（氫、氦、氧、硫）和角分配" ，這個計畫是研究能量和帶電粒子的。它可以檢測30-1,000,000KeV，而另一件儀器，JADE，可以觀測低於30KeV的能量。正在研究的概念之一是，來自木星自轉的能量是否被轉化進入它的大氣層和磁層。
它是由 約翰·霍普金斯大學應用物理實驗室（APL）建造，蒐集來自行星的極光磁場線、赤道磁層和極區電離層的硬輻射的原位資料。目標之一是要了解極光，以及如何將粒子加速到如此高的速度。木星的謎團之一是由兩極發出的X射線，但似乎不是來自極光環。